# Совинформбюро
Со́винформбюро́ (Советское информационное бюро) (1941—1961) — информационное ведомство, образованное при СНК СССР 24 июня 1941 года. В политико-идеологическом отношении оно было подчинено непосредственно ЦК ВКП(б).
Основная задача Бюро заключалась в составлении сводок для радио, газет и журналов о положении на фронтах, работе тыла, о партизанском движении во время Великой Отечественной войны.

## История

### В годы Великой Отечественной войны
Советское информационное бюро было образовано при СНК СССР 24 июня 1941 года, в самом начале Великой Отечественной войны (1941—1945). В структуру Совинформбюро входили военный отдел, отдел переводов, отдел пропаганды и контрпропаганды, отдел международной жизни, литературный и др. Совинформбюро осуществляло руководство работой военных корреспондентов, занималось информационным обеспечением посольств и консульств СССР за рубежом, иностранных радиовещательных корпораций и радиостанций, телеграфных и газетных агентств, обществ друзей СССР, газет и журналов различных направлений.

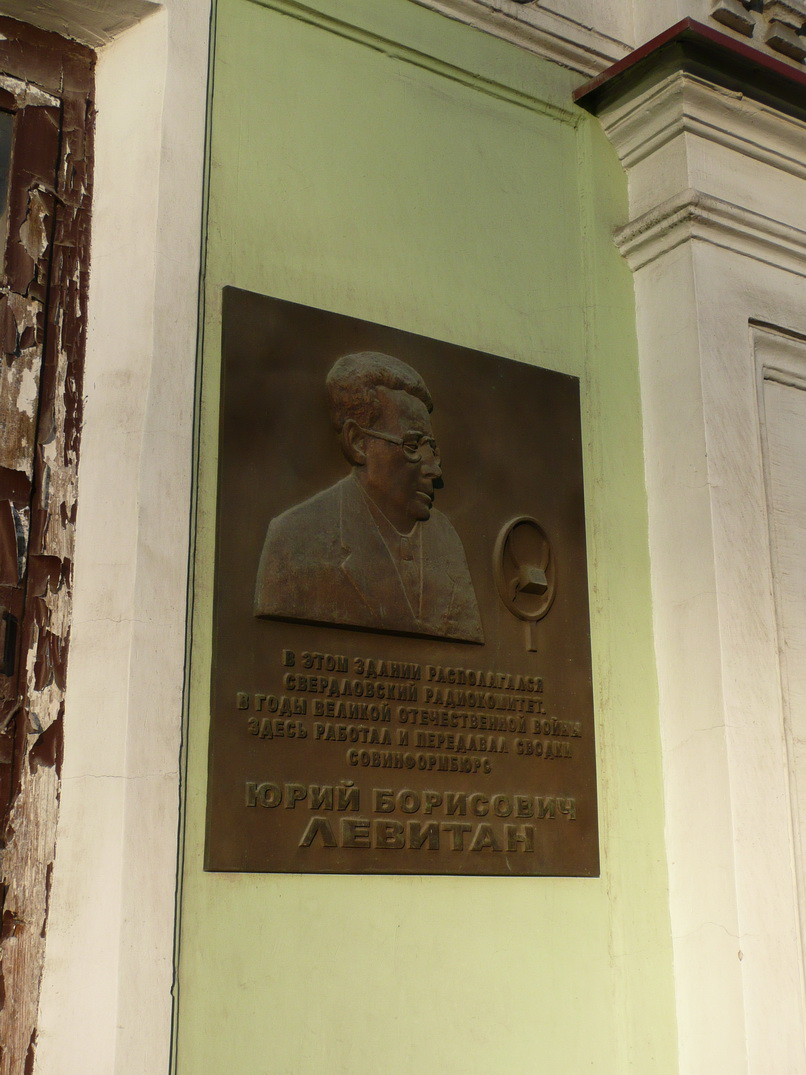
Мемориальная доска на бывшем здании Свердловского радиокомитета, посвящённая Юрию Борисовичу Левитану. Екатеринбург, 14 октября 2011

В массовом сознании в СССР Совинформбюро со времён войны ассоциировалось с диктором Всесоюзного радио Юрием Борисовичем Левитаном. Он ежедневно зачитывал по радио сводки, начинавшиеся с фразы «От Советского информбюро…».

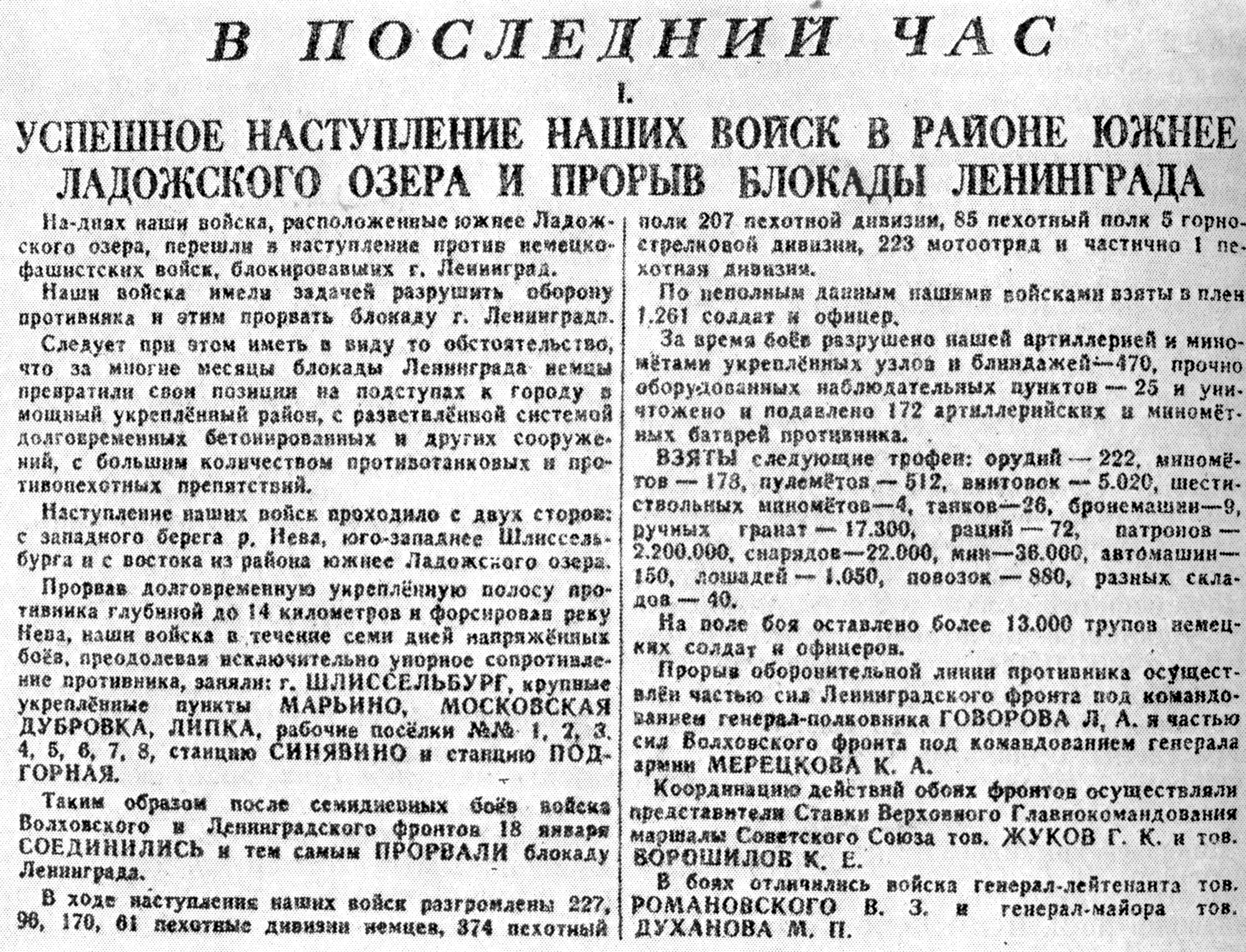
Сообщение «Совинформбюро» о прорыве блокады Ленинграда. 18 января 1943

21 октября 1941 года аппарат Совинформбюро разместили в Куйбышеве (так тогда называлась Самара) в помещениях Народного комиссариата иностранных дел СССР, расположенного тогда в здании, которое сейчас является шестым корпусом Самарского политехнического колледжа.
В годы войны в составе Совинформбюро была образована литературная группа. В её работе участвовали многие известные советские писатели и журналисты. Среди них Николай Вирта, Всеволод Иванов, Вера Инбер, Валентин Катаев, Борис Лавренёв, Леонид Леонов, Николай Никитин, Алексей Новиков-Прибой, Пётр Павленко, Евгений Петров, Борис Полевой, Овадий Савич, Лидия Сейфуллина, Сергей Сергеев-Ценский, Константин Симонов, Владимир Ставский, Николай Тихонов, Алексей Толстой, Константин Тренёв, Павло Тычина, Александр Фадеев, Константин Федин, Константин Финн, Корней Чуковский, Мариэтта Шагинян, Михаил Шолохов, Илья Эренбург и многие другие. С «Совинформбюро» также сотрудничали немецкие писатели-антифашисты Вилли Бредель, Фридрих Вольф.
Студия вещания вместе с дикторами Юрием Левитаном и Ольгой Высоцкой, которая с осени 1941 года ежедневно передавала военные сводки с фронтов, размещалась в Свердловске. Вести вещание из Москвы было технически невозможно — все подмосковные радиовышки были демонтированы, так как являлись хорошими ориентирами для немецких бомбардировщиков. Уральская студия была размещена в подвальном помещении, все сотрудники жили в бараках поблизости. Информация для радиовыпусков поступала по телефону, сигнал ретранслировался десятками радиостанций по всей стране, что не позволяло запеленговать головной радиоузел. В марте 1943 года студия была переведена в город Куйбышев, где размещался Радиокомитет.
В 1944 году в составе Совинформбюро было создано специальное бюро пропаганды на зарубежные страны. В послевоенное время информация Бюро распространялась через 1171 газету, 523 журнала и 18 радиостанций в 23 странах мира, советские посольства за рубежом, общества дружбы, профсоюзные, женские, молодёжные и научные организации. Таким образом, Совинформбюро знакомило читателей и слушателей с борьбой советского народа против нацизма, а также с основными направлениями внутренней и внешней политики Советского Союза.
К июню 1944 года Совинформбюро было реорганизовано в 11 отделов, в которых работало до 215 человек.
Все сводки Совинформбюро обязательно доставлялись Верховному Главнокомандующему И. В. Сталину.

### Послевоенный период
В 1946 году штат увеличился до 370 человек. В 1946 году в структуре Совинформбюро были организованы отделы Великобритании, США, Латинской Америки, Западной и Южной Европы (Франция, Италия, Бельгия, Испания, Португалия, Швейцария, Голландия), Балканский (Болгария, Румыния, Югославия, Греция, Албания), Центрально-Европейский (Германия, Австрия, Венгрия), Польши и Чехословакии, Ближнего и Среднего Востока, Дальневосточный, Северной Европы (Швеция, Финляндия, Норвегия), отдел книг и брошюр, отдел фотоинформации, отдел корреспондентской сети, отдел переводов, центральная редакция.
В 1946 году в соответствии с постановлением ЦК ВКП(б) и Совета Министров СССР от 9 октября 1946 года Совинформбюро было передано в ведение Совета Министров СССР. Основное внимание Совинформбюро после окончания войны было сосредоточено на освещении внутренней и внешней политики СССР за рубежом и событий в странах народной демократии. Для работы Совинформбюро по опубликованию литературных материалов о жизни СССР в зарубежных странах были учреждены его представительства.
В 1953 году в соответствии с постановлением Совета Министров СССР от 28 марта 1953 года Совинформбюро на правах Главного управления вошло в состав Министерства культуры СССР.
В марте 1957 года Совинформбюро было передано в ведение Государственного Комитета по культурным связям с зарубежными странами при Совете Министров СССР.
Постановлением ЦК КПСС от 5 января 1961 года Совинформбюро было ликвидировано и на его базе создано Агентство печати «Новости» (АПН).

## Председатели
- 1941—1945 — Щербаков Александр Сергеевич
- 1946[6]—1947 — Лозовский Соломон Абрамович
- 1947—1961 — Пономарёв Борис Николаевич

## Неточности сведений Совинформбюро
- Несмотря на предварявшее каждое сообщение «Говорит Москва», вещание велось из Свердловска (до 1943 года) и Куйбышева (1943—1945 год)[7]
- Кружков, Владимир Семёнович вспоминал: «Сводки о боях на фронтах мы всегда перед выпуском подавали Сталину. Если дела шли плохо, они возвращались от него неузнаваемыми… Вождь не щадил немцев. Если по нашим сводкам посчитать все потерянные противником самолёты, танки, корабли, орудия и людские силы, то ни в Германии, ни в захваченной ей Европе не осталось бы ни людей, ни техники уже к середине войны! В самые трудные первые месяцы войны об оставленных городах Сталин давал добро сообщать только через несколько дней, когда уже бои шли далеко за ними и молчать было нельзя»[8].
- Сообщая 31 мая 1942 года о результатах Харьковской операции, Совинформбюро заявило: «Теперь, когда бои подошли к концу, можно сказать, что основная задача, поставленная Советским Командованием, — предупредить и сорвать удар немецко-фашистских войск — выполнена»[9]. Однако маршал К. С. Москаленко в своих мемуарах оценивал эту операцию как крупный неуспех Красной Армии, из-за чего «во всей военно-исторической литературе на неё указывают как на характерный пример неудачной наступательной операции»[10]. Кроме того, Совинформбюро обнародовало следующие цифры потерь советских войск: «убитыми до 5 тысяч человек, пропавшими без вести 70 тысяч человек»[9]; в реальности безвозвратные потери были гораздо выше — 170 958 убитых, пленных и пропавших без вести[11].

## Программы
- «В последний час»
- «Сводки Совинформбюро»
- «Письма с фронта и на фронт»